# Waldbrücke
Waldbrücke is een plaats in de Duitse gemeente Weingarten, deelstaat Baden-Württemberg, en telt 1000 inwoners.